# Сражение при Акрисе
Сражение при Акрисе — одно из сражений во время восстания Виталиана, произошедшее на территории современной Болгарии возле мыса Калиакра осенью 513 года.

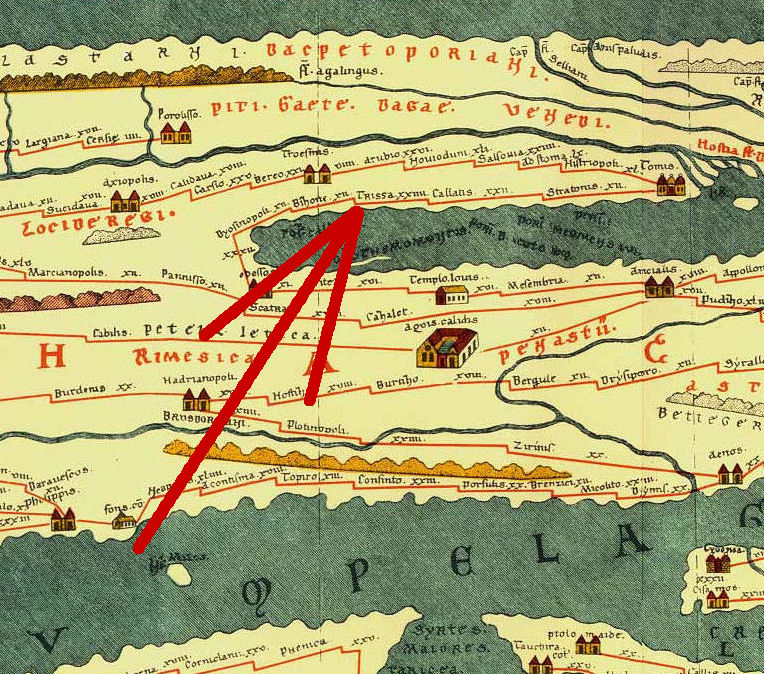
Лист из Пейтингеровой таблицы. Стрелка показывает мыс Калиакра

После того как Виталиан с восставшими федератами ушёл от стен Константинополя и вернулся в Нижнюю Мезию, император Анастасий снял непопулярного Ипатия с должности военного магистра Фракии и назначил вместо него Кирилла, который немедленно отправился в Нижнюю Мезию, возможно, с целью захватить Виталиана хитростью. Но Виталиан был начеку, и Кирилл был убит. Этот акт дал понять императору, что Виталиан все еще является мятежником. Сенат издал указ, в котором Виталиан был объявлен врагом государства. Верховное командование императорской армией было возложено на другого Ипатия, племянника императора. 
Армия, насчитывавшая 80 000 человек, двинулась в Нижнюю Мезию, где осенью 513 года одержала незначительную победу. Затем Ипатий укрепился за рядом повозок в Акрисе, на Черном море, близ Одессоса (совр. Варна). 
Восставшие федераты и нанятые ими варвары, воспользовавшись темнотой, атаковали это импровизированное укрепление. Воинам Виталиана удалось прорвать ряды повозок и смять императорское войско. Люди и кони падали в ущелье. Иоанн Антиохийский пишет, что погибших было так много, что дно пропасти заполнилось телами до краёв. По преувеличенным данным, императорские войска потеряли около 60 000 человек. Ипатий бросился в море, чтобы спастись, но шлем на его голове выдал его. Виталиан сохранил его в живых как ценного заложника. 
Эта победа позволила руководителю восставших щедро заплатить своим варварским союзникам и отдала под его власть все города и крепости в Мёзии и Скифии. Император отправил послов с десятью фунтами золота, чтобы выкупить племянника, но те были схвачены в Созополе, который в это время находился в руках восставших. Узнав о внезапно вспыхнувших волнениях в Константинополе, Виталиан, окрыленный победой, двинулся в 514 году на столицу.